# Celeryna
Celeryna – imię żeńskie pochodzenia łacińskiego, oznaczające "szybka, śmigła". Patronem tego imienia jest św. Celeryn, diakon, żyjący w III wieku.
Celeryna imieniny obchodzi 3 lutego.